# Инданс, Янис Теодор

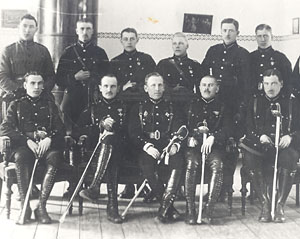
Группа летчиков латвийского авиационного дивизиона. Слева — Янис Приедитис, Янис Инданс, Иосиф Башко, Стуранс, Владимир Коробовский

Янис Теодор Инданс Янович (латыш. Jānis Teodors Indāns; 28 февраля 1895, Курляндская губерния — 18 июля 1941, Коммунарка) — латышский лётчик. Командующий Военно-воздушными силами Латвии. Член правления Латвийского оборонного товарищества (Latvijas aizsardzības biedrība); управляющий авиационной школы (1923—1928; 1929—1935), командир авиационного полка (1935); один из авторов и главный редактор журнала «Aizsargs». Военный атташе в Каунасе (1928—1929).

## Биография
Янис Инданс родился в 1895 году в усадьбe Индани. Окончил Вильнийскую химико-техническую среднюю школу. В 1916 году поступил в Петроградскую технико-артиллерийскую школу. Затем вступил в партизанский полк Augšzemes. Позже служил командиром батальона в 3-м Елгавском пехотном полку.
С 1920 года поступил в школу лётчиков Авиационного парка, затем окончил Авиационную школу и Высшие командные курсы. С 1928 года назначен военным атташе в Каунасе. С 1934 года инспектор гражданской авиации. С 1937 по 1940 годы главком латвийской авиации.
15 февраля 1941 года арестован НКВД. ВКВС СССР 18 июля 1941 года, обвинён в шпионаже и участии в контрреволюционной организации, приговорен к расстрелу.
Расстрелян 16 октября 1941 года в Коммунарке. Похоронен в Московской области. Реабилитирован в ноябре 1957 года ВКВС СССР.

## Награды
- Орден Святого Станислава 3 ст. (1917)[4]
- Военный орден Лачплесиса[5] (1921)
- Орден Трёх звёзд 4 ст. (1929)
- Орден Трёх звёзд 3 ст. (1935)[6]
- Орден Виестура 2 ст. с мечами (1940)
- Крест Заслуг айзсаргов (1929)
- Медаль 10-ти летия войны за независимость Латвии (1928)[4]
- Медаль Независимости Литвы (1923)[4]
- Орден Белой розы Финляндии 2 ст. (1926)
- Орден Креста Витиса 3 ст. (1928)
- Орден Орлиного креста 3 ст. (1929)[4]
- Орден Великого князя Литовского Гядиминаса 2 ст. (1935)
- Орден Возрождения Польши 3 ст. (1937)